# 한미마이크로닉스
마이크로닉스(정식명칭 한미마이크로닉스)는 게이밍 기기 전문 개발, 디자인, 제조 기업이다. 다양한 게이밍 관련 제품(파워서플라이·게이밍기어·PC케이스·SSD·주변기기 등)을 출시하고 있으며, 미국 IT 브랜드인 PNY Technology의 제품(그래픽카드·SSD·메모리)을 수입·유통하고 있다.
마이크로닉스는 기술 개발 연구소와 디자인 센터를 통한 게이밍 제품을 선보이며 높은 국내 시장 점유율을 기록하고 있으며, 해외 수출 시장 또한 국내 기술로 만들어진 제품들로 공략 중이다.
A/S 등을 담당하는 서비스센터는 <서울시 용산구 청파로20길 9 용산아이피아 대주피오레1층 1012호>에 위치하고 있으며 평일 오전 9시 ~ 오후 6시까지 운영한다.

## 한미마이크로닉스 파워 서플라이(ATX):[1]
- 클래식 II (Classic II)
- 클래식 II Bronze (Classic II Bronze)
- 싸이클론 II (Cyclone II)
- 싸이클론 III (Cyclone III)
- 제로파워 (ZERO POWER)
- 제로플러스 (ZERO PULS)
- 캐슬론 (CASLON)
- 아스트로 G (ASTRO G)
- 아스트로 GD (ASTRO GD)
- 아스트로 GD 화이트 (ASTRO GD White)
- 퍼포먼스 II HV (Performance II HV)
- 퍼포먼스 II PV (Performance II PV)
- 퍼포먼스 II HV FDB (Performance II HV FDB)
- 퍼포먼스 II PV FDB (Performance II HV FDB)

## 파워 서플라이(M-ATX-SFX):[2]
- 콤펙트 SFX 80 Plus Bronze (Compact SFX 80Plus Bronze)
- 콤펙트 SFX-L 80 Plus Platinum (Compact SFX-L 80Plus Platinum)
- 콤펙트 SFX 80 Plus Gold (Compact SFX 80Plus Gold)